# Музей українського весілля
Музей українського весілля — етнографічний музей: старовинна українська хата з килимами, вишитими рушниками та іншими предметами побуту XVII—XIX століть. 
Музей знаходиться в селищі Великі Будища, Полтавська область. 
Займає цілий будинок, який довгі роки був власністю звичайної селищної сім'ї. Тут дивом збереглися унікальний інтер'єр і красиве оздоблення двору традиційного полтавського села. 
Особливістю музею є різноманітні предмети побуту, красивий текстиль, ручна вишивка, фотографії, килими, ковдри, скриня з посагом, експонати з яскравим національним колоритом, меблі та інші речі, які оточували українців у XVII–XIX століттях. Весь цей інвентар не просто музейні експонати, а й частина найважливішого сімейного обряду — весілля. Працівники музею пропонують гостям відтворити весільну процесію з усіма звичаями — піснями, жартами, віршами, застіллям тощо. 
Важливо, що місцеві краєзнавці зібрали обряди різних епох і розповідають про них туристам у цікавій та яскравій формі. Тут кожен знайде собі роль і стане учасником весільного дійства часів своїх прадідів. На відміну від інших музеїв, місцеві експонати — ті ж весільні вбрання та головні убори — можна не лише доторкнутися, а й приміряти. На додаток, вже з'явилася місцева легенда: мовляв, дівчата, які одягали одну із музейних суконь, благополучно виходили заміж.
У нас є як українське весільне вбрання, так і зразки сучасних суконь для одруження. У 2008 році наш музей відкривала одна з наречених. Пізніше вона подарувала сукню 1949 року, в якій виходила заміж. Після цього до нас почали приходити люди та залишати одяг. Тож у нас з'явилася власна національна весільна колекція.— [джерело?]